# 103-я улица (линия Восьмой авеню, Ай-эн-ди)
| Верхний ярус                   |     |  |       |
| \| · \| · л \| \| · э · [2] \| |     |  |       |
| ·                              | · л |  | · э · |

| · | · л |  | · э · |

| Нижний ярус           |     |     |
| \| · \| · л \| · э \| |     |     |
| ·                     | · л | · э |

| · | · л | · э |

| Верхний ярус                   |     |  |       |
| \| · \| · л \| \| · э · [2] \| |     |  |       |
| ·                              | · л |  | · э · |

| · | · л |  | · э · |

| Нижний ярус           |     |     |
| \| · \| · л \| · э \| |     |     |
| ·                     | · л | · э |

| · | · л | · э |

«103-я улица» (англ. 103rd Street) — станция Нью-Йоркского метрополитена, расположенная на линии Восьмой авеню, Ай-эн-ди. Станция находится в Манхэттене, в районе Гарлем, на пересечении 103-й улицы и Сентрал-Парк-Уэст. На станции останавливаются маршруты: A (ночью), B (в будни днём и вечером до 23:00) и C (круглосуточно, кроме ночи). Станцию проходят без остановки маршруты A (круглосуточно, кроме ночи) и D (круглосуточно).
Станция локальная, не совсем обычная. Отличие от стандартной локальной станции состоит в том, что она двухуровневая. Верхний уровень используют поезда, следующие в Бронкс, нижний уровень — поезда в сторону Нижнего Манхэттена. На каждом уровне расположена одна боковая платформа и два пути. Платформы расположены друг под другом, с западной стороны от путей. Экспрессы используют восточный путь. Обе платформы отделаны в синих тонах, на них имеются мозаики с названием станции. Название станции также расположено на колоннах в виде белой надписи на чёрной табличке.
Станция имеет единственный выход, расположенный в центре верхней платформы. Платформы соединены между собой лестницами. Выход приводит к 103-й улице. Рядом располагается Центральный парк.
Ещё в пределах станции экспресс-путь северного направления опускается на нижний уровень и становится третьим по счёту, считая с запада. Далее к северу все три пути поднимаются на верхний уровень, пройдя под локальным путём северного направления таким образом, что он становится четвёртым по счёту. К станции Катидрал-Паркуэй — 110-я улица линия становится стандартной четырёхпутной. Рядом со станцией проходит линия Ленокс-авеню, но пересадки на неё нет (в этом районе нет станций).
- Мозаика с названием станции
- Выход на 103-ю улицу